# La Folletière-Abenon
La Folletière-Abenon est une commune française, située dans le département du Calvados en région Normandie, peuplée de 140 habitants.

## Géographie
L'Orbiquet prend sa source dans la commune — il s'agit en fait d'une résurgence —, un aménagement spécifique y a été fait (ajout de tables de pique-nique, panneaux explicatifs…). Plusieurs cavités rocheuses y sont présentes.

### Hydrographie
La commune est située dans le bassin Seine-Normandie. Elle est drainée par l'Orbiquet, le ruisseau de la Bigotière, des bras de l'Orbiquet et divers autres petits cours d'eau,.
L'Orbiquet, d'une longueur de 30 km, prend sa source dans la commune  et se jette  dans la Touques à Lisieux, après avoir traversé onze communes. 
Le ruisseau de la Bigotière, d'une longueur de 17 km, prend sa source dans la commune de Chaumont et se jette  dans l'Orbiquet sur la commune, après avoir traversé six communes. 

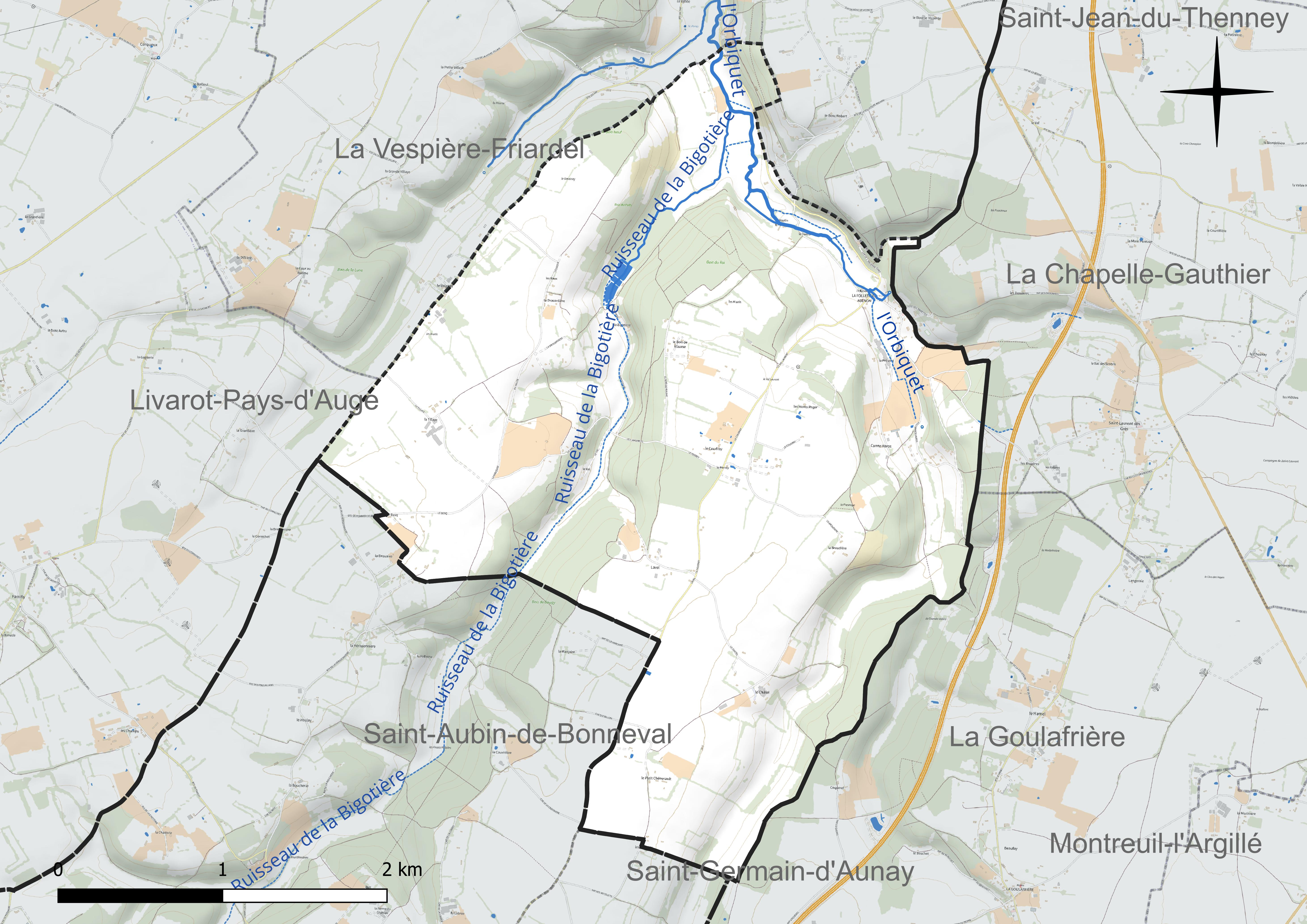
Réseau hydrographique de la La Folletière-Abenon.

### Climat
Pour des articles plus généraux, voir Climat de la Normandie et Climat du Calvados.
En 2010, le climat de la commune est de type climat océanique dégradé des plaines du Centre et du Nord, selon une étude du CNRS s'appuyant sur une série de données couvrant la période 1971-2000. En 2020, Météo-France publie une typologie des climats de la France métropolitaine dans laquelle la commune est exposée à un climat océanique et est dans la région climatique  Normandie (Cotentin, Orne), caractérisée par une pluviométrie relativement élevée (850 mm/a) et un été frais (15,5 °C) et venté. Parallèlement le GIEC normand, un groupe régional d'experts sur le climat, différencie quant à lui, dans une étude de 2020, trois grands types de climats pour la région Normandie, nuancés à une échelle plus fine par les facteurs géographiques locaux. La commune est, selon ce zonage, exposée à un « climat contrasté des collines », correspondant au Pays d'Auge, Lieuvin et Roumois, moins directement soumis aux flux océaniques et connaissant toutefois des précipitations assez marquées en raison des reliefs collinaires qui favorisent leur formation.
Pour la période 1971-2000, la température annuelle moyenne est de 10,3 °C, avec  une amplitude thermique annuelle de 13,7 °C. Le cumul annuel moyen de précipitations est de 837 mm, avec 12,8 jours de précipitations en janvier et 8,5 jours en juillet. Pour la période 1991-2020, la température moyenne annuelle observée sur la station météorologique la plus proche, située sur la commune de Ticheville à 14 km à vol d'oiseau, est de 10,9 °C et le cumul annuel moyen de précipitations est de 826,1 mm,. Pour l'avenir, les paramètres climatiques de la commune estimés pour 2050 selon différents scénarios d'émission de gaz à effet de serre sont consultables sur un site dédié publié par Météo-France en novembre 2022.

## Urbanisme

### Typologie
Au 1er janvier 2024, La Folletière-Abenon est catégorisée commune rurale à habitat très dispersé, selon la nouvelle grille communale de densité à 7 niveaux définie par l'Insee en 2022.
Elle est située hors unité urbaine. Par ailleurs la commune fait partie de l'aire d'attraction de Lisieux, dont elle est une commune de la couronne,. Cette aire, qui regroupe 57 communes, est catégorisée dans les aires de 50 000 à moins de 200 000 habitants,.

### Occupation des sols
L'occupation des sols de la commune, telle qu'elle ressort de la base de données européenne d'occupation biophysique des sols Corine Land Cover (CLC), est marquée par l'importance des territoires agricoles (76,9 % en 2018), une proportion identique à celle de 1990 (76,9 %). La répartition détaillée en 2018 est la suivante : 
prairies (39,5 %), terres arables (37,3 %), forêts (23,1 %). L'évolution de l'occupation des sols de la commune et de ses infrastructures peut être observée sur les différentes représentations cartographiques du territoire : la carte de Cassini (XVIIIe siècle), la carte d'état-major (1820-1866) et les cartes ou photos aériennes de l'IGN pour la période actuelle (1950 à aujourd'hui).

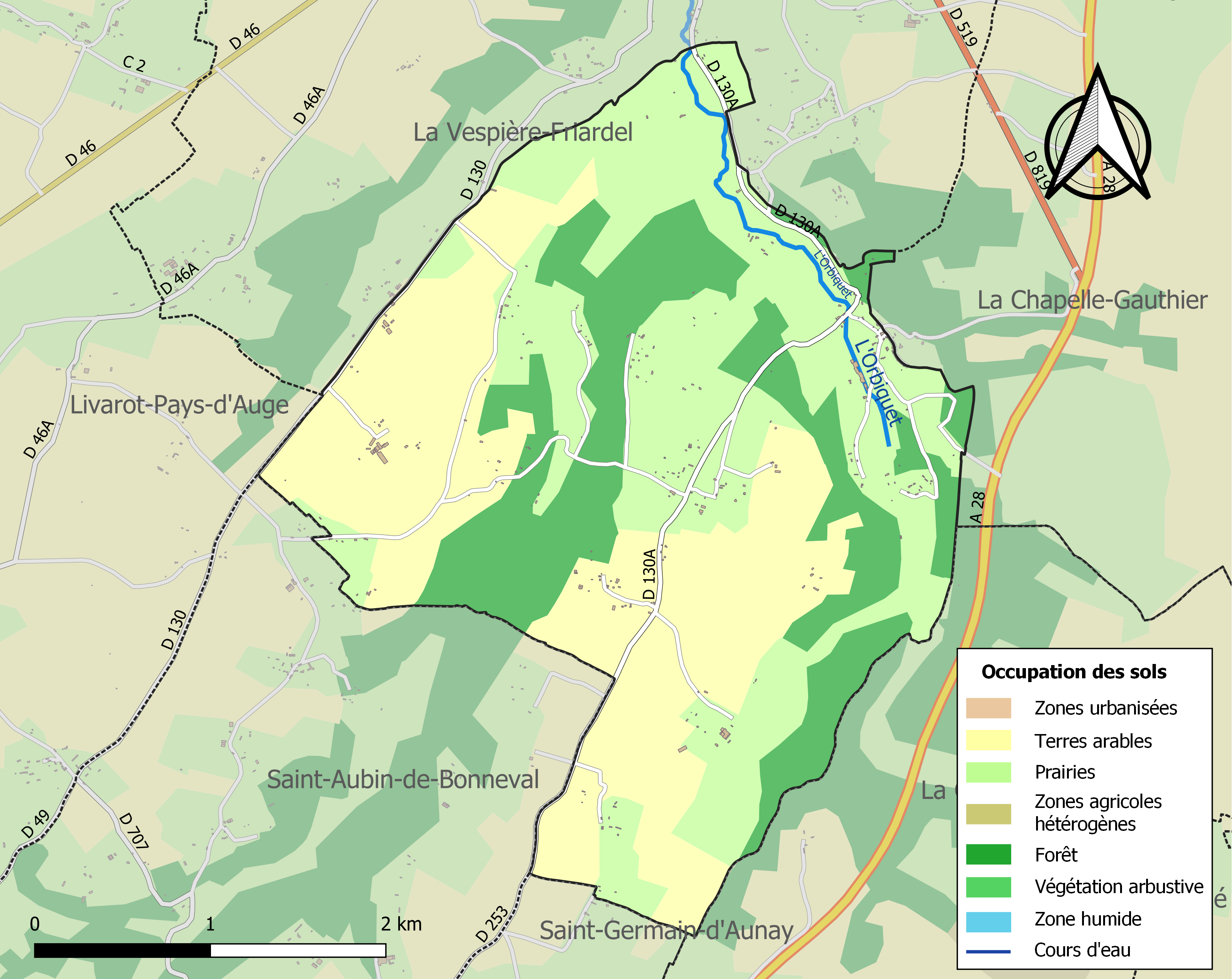
Carte des infrastructures et de l'occupation des sols de la commune en 2018 (CLC).

## Toponymie
Le nom de la localité est attesté sous la forme Foletaria en 1180.
Foletière : « lieu ou il y a des follets, des lutins ».
Abenon est attestée sous la forme Parochia Sancti Bartholomei de Abenon en 1287.

## Histoire
En 1302, une charte du roi Philippe le Bel concède la cure d'Abenon à l'abbaye de l'Isle-Dieu.
La commune d'Abenon est rattachée administrativement à La Folletière par l'ordonnance du 22 juin 1825.

## Politique et administration
| Période                                  | Période   | Identité        | Étiquette | Qualité                          |
| ---------------------------------------- | --------- | --------------- | --------- | -------------------------------- |
| ?                                        | mars 2001 | René Launay     |           |                                  |
| mars 2001                                | mai 2020  | Jacques Popinel | SE        | Agriculteur                      |
| mai 2020                                 | En cours  | Roger Lepage    | SE        | Retraité de la fonction publique |
| Les données manquantes sont à compléter. |           |                 |           |                                  |

## Démographie
L'évolution du nombre d'habitants est connue à travers les recensements de la population effectués dans la commune depuis 1793. Pour les communes de moins de 10 000 habitants, une enquête de recensement portant sur toute la population est réalisée tous les cinq ans, les populations de référence des années intermédiaires étant quant à elles estimées par interpolation ou extrapolation. Pour la commune, le premier recensement exhaustif entrant dans le cadre du nouveau dispositif a été réalisé en 2005.
En 2022, la commune comptait 140 habitants, en évolution de +5,26 % par rapport à 2016 (Calvados : +1,58 %, France hors Mayotte : +2,11 %).
| 1793 | 1800 | 1806 | 1821 | 1831 | 1836 | 1841 | 1846 | 1851 |
| ---- | ---- | ---- | ---- | ---- | ---- | ---- | ---- | ---- |
| 199  | 197  | 203  | 214  | 408  | 390  | 360  | 344  | 338  |

| 1856 | 1861 | 1866 | 1872 | 1876 | 1881 | 1886 | 1891 | 1896 |
| ---- | ---- | ---- | ---- | ---- | ---- | ---- | ---- | ---- |
| 302  | 286  | 267  | 242  | 256  | 290  | 240  | 244  | 248  |

| 1901 | 1906 | 1911 | 1921 | 1926 | 1931 | 1936 | 1946 | 1954 |
| ---- | ---- | ---- | ---- | ---- | ---- | ---- | ---- | ---- |
| 253  | 233  | 218  | 213  | 234  | 232  | 208  | 193  | 195  |

| 1962 | 1968 | 1975 | 1982 | 1990 | 1999 | 2005 | 2006 | 2010 |
| ---- | ---- | ---- | ---- | ---- | ---- | ---- | ---- | ---- |
| 170  | 150  | 138  | 105  | 135  | 135  | 153  | 157  | 154  |

| 2015 | 2020 | 2022 | - | - | - | - | - | - |
| ---- | ---- | ---- | - | - | - | - | - | - |
| 137  | 140  | 140  | - | - | - | - | - | - |

## Culture locale et patrimoine

### Lieux et monuments

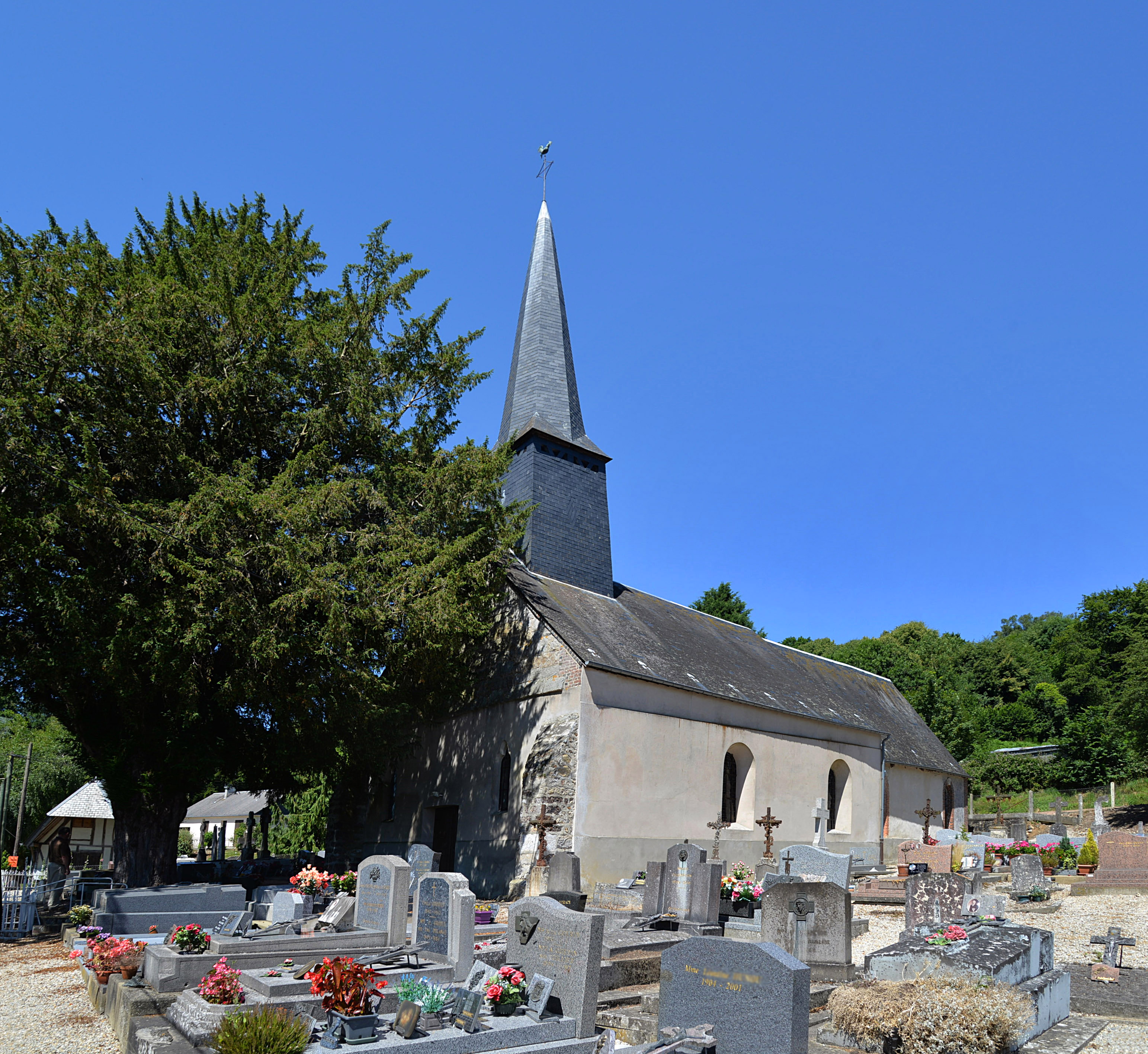
L'église de l'Assomption-de-Notre-Dame.

- Source de l'Orbiquet ; légende prétendant que des feux follets en sortaient d'où le nom de la Folletière[réf. nécessaire].
- Église de l'Assomption-de-Notre-Dame (XIIe siècle).

Beau retable occupant tout le fond de l'église, daté de 1678 avec au centre, bordé par des colonnes, un tableau représentant l'Assomption.
Deux statues de saints sont installées de part et d'autre de l'ensemble.